# Protonszinkrotron

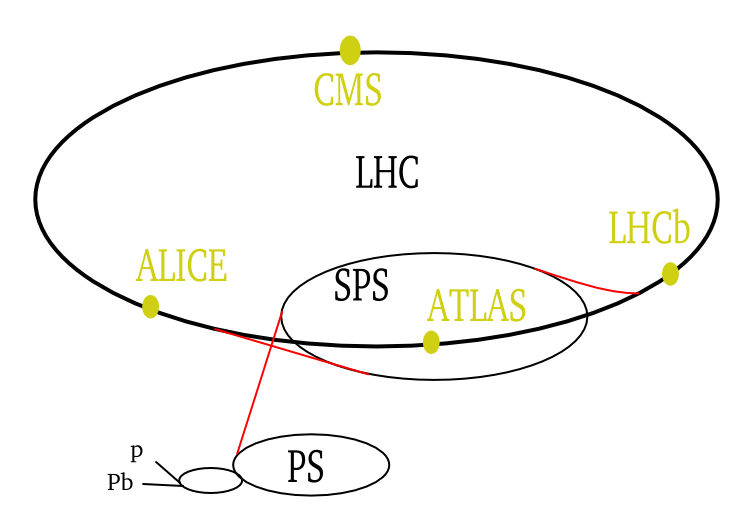
A Protonszinkrotron (PS) az LHC előgyorsító rendszerében.

A Protonszinkrotron (PS: Proton Synchrotron) volt a CERN első nagyobb részecskegyorsítója, 1959 óta működik. Ez a szinkrotron eredetileg protonokat gyorsított fel 28 GeV energiára. Újrahasznosították a Intersecting Storage Rings (ISR) és a Szuper protonszinkrotron (SPS) előgyorsítójaként, és az SPS-en keresztül a nagy elektron-proton ütköztető (LEP) előgyorsítója is volt. 2007 óta – szintén az SPS-en keresztül – a nagy hadronütköztető gyűrű (LHC) előgyorsítója.
A Protonszinkrotron kör alakú, kerülete nagyjából 600 méteres. Sokoldalú eszköz, amely képes (vagy képes volt) antiprotonok, protonok, elektronok, pozitronok és ionok gyorsítására. 1959 óta számos lényeges fejlesztés körülbelül ezerszeresére növelte az energiaszintjét. Az eredeti eszközből már csak egyes mágnesek és az épület van meg.
A gyorsító 1,4 GeV energiájú, tehát a fénysebesség körülbelül kétharmadával haladó protonokat vesz fel előgyorsítójából, a Proton Synchrotron Boosterből, ezeket gyorsítja 28 GeV-ra.